# Soulièvres
Soulièvres era una comuna francesa que estaba situada en el departamento de Deux-Sèvres, de la región de Nueva Aquitania, que en 1972 pasó a formar parte de la comuna de Airvault, como comuna asociada.

## Historia
El 1 de enero de 2019 pasó a ser una comuna delegada de la comuna nueva de Airvault.

## Demografía
| Gráfica de evolución demográfica de Soulièvres entre 1793 y 1968 |
|                                                                  |
| Datos según el nomenclátor publicado por la EHESS/Cassini.       |